# Округа Бангладеш
Бангладеш административно подразделяется на 64 округов, или зилов (бенг. জেলা jela). Округа в дальнейшем подразделяются на 493 подрайона, или упазилов (উপজেলা, upojela).
Округ управляется заместителем комиссара, назначаемым правительством из административных кадров гражданских служащих правительства Бангладеш.
Ниже приведён перечень округов c их официальными названиями на английском и бенгальском языках.

## Барисал(বরিশাল)
Область подразделяется на 6 округов:
- Баргуна (বরগুনা)
- Барисал (বরিশাল)
- Бхола (ভোলা)
- Джалокати (ঝালকাঠী)
- Патуакхали (পটুয়াখালী)
- Пироджпур (পিরোজপুর)

## Дакка(ঢাকা)
Подразделяется на 13 округов:
- Дакка (ঢাকা)
- Маникгандж (মানিকগঞ্জ)
- Газипур (গাজীপুর)
- Нараянгандж (নারায়ণগঞ্জ)
- Тангайл (টাংগাইল)
- Мадарипур (মাদারীপুর)
- Муншигандж (মুন্সীগঞ্জ)
- Гопалгандж (গোপালগঞ্জ)
- Кишоргандж (কিশোরগঞ্জ)
- Нарсингди (নরসিংদী)
- Шариатпур (শরীয়তপুর)
- Раджбари (রাজবাড়ী)
- Фаридпур (ফরিদপুর)

## Кхулна(খুলনা)
Делится на 10 округов:
- Кхулна (খুলনা)
- Саткхира (সাতক্ষিরা)
- Багерхат (বাগেরহাট)
- Джессор (যশোর)
- Нарайл (নড়াইল)
- Магура (মাগুরা)
- Дженайда (ঝিনাইদাহ)
- Чуаданга (চুয়াডাঙ্গা)
- Куштия (কুষ্টিয়া)
- Мехерпур (মেহেরপুর)

## Маймансингх(ময়মনসিংহ)
Делится на 4 округа:
- Джамалпур (জামালপুর)
- Маймансингх (ময়মনসিংহ)
- Нетрокона (নেত্রকোনা)
- Шерпур (শেরপুর)

## Раджшахи(রাজশাহী)
Состоит из 8 округов:
- Богра (বগুরা)
- Джайпурхат (জয়পুরহাট)
- Наогаон (নওগাঁ)
- Натор (নাটোর)
- Навабгандж (নওয়াবগঞ্জ)
- Пабна (পাবনা)
- Раджшахи (রাজশাহী)
- Сираджгандж (সিরাজগঞ্জ)

## Рангпур(রংপুর)
Состоит из 8 округов:
- Динаджпур (দিনাজপুর)
- Гайбандха (গাইবান্ধা)
- Куриграм (কুড়িগ্রাম)
- Лалмонирхат (লালমনিরহাট)
- Нилпхамари (নিলফামারী)
- Панчагарх (পঞ্চগড়)
- Рангпур (রংপুর)
- Тхакургаон (ঠাকুরগাঁও)

## Силхет(সিলেট)
Выделяют 4 округа:
- Хабигандж (হবিগঞ্জ)
- Маулвибазар (মৌলভীবাজার)
- Сунамгандж (সুনামগঞ্জ)
- Силхет (সিলেট)

## Читтагонг(চট্টগ্রাম)
Подразделяется на 11 округов:
- Бандарбан (বান্দরবান)
- Рангамати (রাঙ্গামাটি)
- Кхаграчари (খাগড়াছড়ি)
- Кокс-Базар (কক্সবাজার)
- Читтагонг (চট্টগ্রাম)
- Фени (ফেনী)
- Ноакхали (নোয়াখালী)
- Лакшмипур (লক্ষীপুর)
- Комилла (কুমিল্লা)
- Брахманбария (ব্রাহ্মনবাড়ীয়া)
- Чандпур (চাঁদপুর)